# Cerje (Kraljevo)
Pour les articles homonymes, voir Cerje.
Cerje (en serbe cyrillique : Церје) est un village de Serbie situé sur le territoire de la ville de Kraljevo, district de Raška. Au recensement de 2011, il comptait 540 habitants.

## Démographie

### Évolution historique de la population
| 1948 | 1953 | 1961 | 1971 | 1981 | 1991 | 2002 | 2011 |
| ---- | ---- | ---- | ---- | ---- | ---- | ---- | ---- |
| 624  | 732  | 804  | 738  | 718  | 672  | 625  | 540  |

|  |